# FIS Cup kobiet w skokach narciarskich 2014/2015
FIS Cup kobiet w skokach narciarskich 2014/2015 – 3. w historii sezon cyklu FIS Cup w skokach narciarskich kobiet. Rozpoczął się 12 lipca 2014 roku w austriackim Villach, a zakończył 22 lutego 2015 roku w niemieckim Hinterzarten. W sumie rozegranych miało zostać 10 konkursów, z czego po 8 zawodów letnich i 2 zimowych.
Ostateczny terminarz zawodów został zatwierdzony w czerwcu 2014 w hiszpańskiej Barcelonie.

## Zwycięzcy

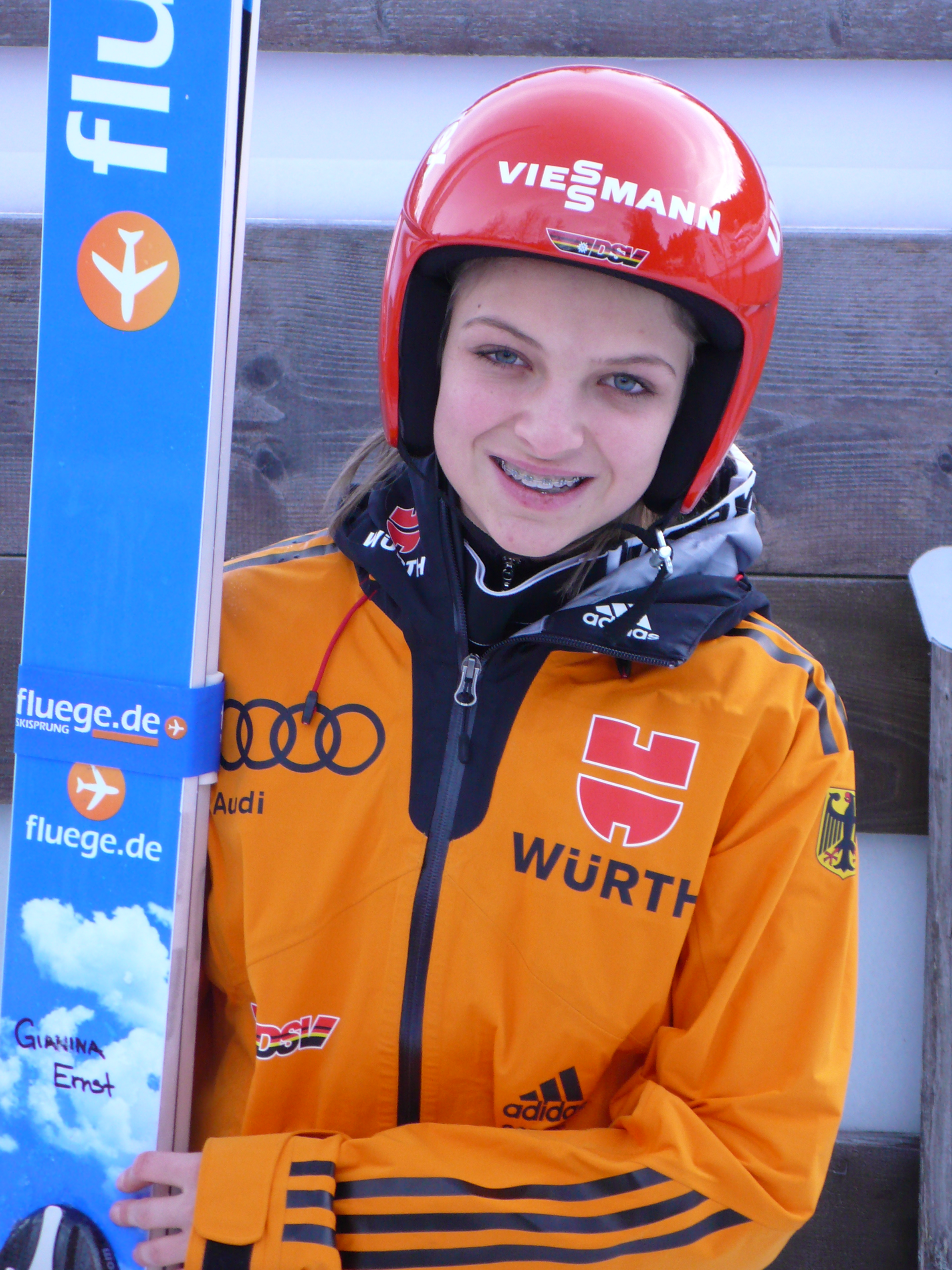
Gianina Ernst – zwyciężczyni klasyfikacji generalnej

## Kalendarz zawodów
| Lp.                                                                    | Data                                                                   | Miejscowość                                                            | HS                                                                     | Uwagi                                                                  | 1. miejsce                 | 2. miejsce            | 3. miejsce         |
| ---------------------------------------------------------------------- | ---------------------------------------------------------------------- | ---------------------------------------------------------------------- | ---------------------------------------------------------------------- | ---------------------------------------------------------------------- | -------------------------- | --------------------- | ------------------ |
| 1.                                                                     | 12 lipca 2014                                                          | Villach                                                                | HS-98                                                                  | –                                                                      | Katharina Althaus          | Urša Bogataj          | Gianina Ernst      |
| 2.                                                                     | 13 lipca 2014                                                          | Villach                                                                | HS-98                                                                  | –                                                                      | Katharina Althaus          | Gianina Ernst         | Coline Mattel      |
| 3.                                                                     | 9 sierpnia 2014                                                        | Hinterzarten                                                           | HS-108                                                                 | –                                                                      | Gianina Ernst              | Carina Vogt           | Chiara Hölzl       |
| 4.                                                                     | 10 sierpnia 2014                                                       | Hinterzarten                                                           | HS-108                                                                 | –                                                                      | Gianina Ernst Svenja Würth | —                     | Juliane Seyfarth   |
| 5.                                                                     | 29 sierpnia 2014                                                       | Frenštát                                                               | HS-106                                                                 | –                                                                      | Anastasija Gładyszewa      | Michaela Doleželová   | Aleksandra Kustowa |
| 6.                                                                     | 30 sierpnia 2014                                                       | Frenštát                                                               | HS-106                                                                 | –                                                                      | Michaela Doleželová        | Anastasija Gładyszewa | Nita Englund       |
| 7.                                                                     | 27 września 2014                                                       | Râșnov                                                                 | HS-71                                                                  | –                                                                      | Ayaka Igarashi             | Daniela Haralambie    | Lisa Wiegele       |
| 8.                                                                     | 28 września 2014                                                       | Râșnov                                                                 | HS-71                                                                  | –                                                                      | Daniela Haralambie         | Ayaka Igarashi        | Lisa Wiegele       |
| —                                                                      | 14 lutego 2015                                                         | Brattleboro                                                            | HS-101                                                                 | –                                                                      | odwołany                   | odwołany              | odwołany           |
| —                                                                      | 15 lutego 2015                                                         | Brattleboro                                                            | HS-101                                                                 | –                                                                      | odwołany                   | odwołany              | odwołany           |
| 9.                                                                     | 21 lutego 2015                                                         | Hinterzarten                                                           | HS-108                                                                 | –                                                                      | Svenja Würth               | Pauline Heßler        | Sabrina Windmüller |
| 10.                                                                    | 22 lutego 2015                                                         | Hinterzarten                                                           | HS-108                                                                 | –                                                                      | Svenja Würth               | Sabrina Windmüller    | Daniela Haralambie |
| FIS Cup kobiet w skokach narciarskich 2014/2015 – klasyfikacja końcowa | FIS Cup kobiet w skokach narciarskich 2014/2015 – klasyfikacja końcowa | FIS Cup kobiet w skokach narciarskich 2014/2015 – klasyfikacja końcowa | FIS Cup kobiet w skokach narciarskich 2014/2015 – klasyfikacja końcowa | FIS Cup kobiet w skokach narciarskich 2014/2015 – klasyfikacja końcowa | Gianina Ernst              | Daniela Haralambie    | Svenja Würth       |

## Statystyki indywidualne
| Zawodnik | Villach 12.07 | Villach 13.07 | Hinterzarten 09.08 | Hinterzarten 10.08 | Frenštát 29.08 | Frenštát 30.08 | Râșnov 27.09 | Râșnov 28.09 | Ruhpolding 21.01 | Ruhpolding 22.01 |
| Austria | Austria       | Austria       | Austria            | Austria            | Austria        | Austria        | Austria      | Austria      | Austria          | Austria          |
| --- | ------------- | ------------- | ------------------ | ------------------ | -------------- | -------------- | ------------ | ------------ | ---------------- | ---------------- |
| Chiara Hölzl | –             | –             | 3                  | 4                  | –              | –              | –            | –            | –                | –                |
| Julia Huber | 37            | 36            | –                  | –                  | –              | –              | –            | –            | –                | –                |
| Michaela Kranzl | 31            | 27            | –                  | –                  | –              | –              | –            | –            | –                | –                |
| Eva Pinkelnig | 13            | 11            | 9                  | 12                 | –              | –              | –            | –            | –                | –                |
| Claudia Purker | 20            | 16            | –                  | –                  | –              | –              | –            | –            | –                | –                |
| Elisabeth Raudaschl | 35            | 24            | –                  | –                  | –              | –              | –            | –            | –                | –                |
| Sonja Schoitsch | 22            | 21            | –                  | –                  | –              | –              | –            | –            | –                | –                |
| Lisa Wiegele | 20            | 17            | 15                 | 15                 | –              | –              | 3            | 3            | –                | –                |
| Czechy |               |               |                    |                    |                |                |              |              |                  |                  |
| Barbora Blažková | –             | –             | –                  | –                  | 6              | 9              | –            | –            | –                | –                |
| Michaela Doleželová | –             | –             | –                  | –                  | 2              | 1              | –            | –            | –                | –                |
| Karolína Indráčková | –             | –             | –                  | –                  | 7              | 8              | –            | –            | –                | –                |
| Martina Joitová | –             | –             | –                  | –                  | 22             | 23             | –            | –            | –                | –                |
| Jana Mrákotová | –             | –             | –                  | –                  | 21             | 11             | –            | –            | –                | –                |
| Veronika Ptáčková | –             | –             | –                  | –                  | 19             | 21             | –            | –            | –                | –                |
| Vladěna Pustková | –             | –             | –                  | –                  | 9              | 15             | –            | –            | –                | –                |
| Michaela Rajnochová | –             | –             | –                  | –                  | 11             | 22             | –            | –            | –                | –                |
| Francja |               |               |                    |                    |                |                |              |              |                  |                  |
| Julia Clair | 9             | 4             | –                  | –                  | –              | –              | –            | –            | –                | –                |
| Océane Avocat Gros | –             | –             | –                  | –                  | –              | –              | –            | –            | 9                | 9                |
| Léa Lemare | 15            | 9             | –                  | –                  | –              | –              | –            | –            | –                | –                |
| Coline Mattel | 5             | 3             | –                  | –                  | –              | –              | –            | –            | –                | –                |
| Japonia |               |               |                    |                    |                |                |              |              |                  |                  |
| Ayaka Igarashi | –             | –             | –                  | –                  | –              | –              | 1            | 2            | –                | –                |
| Haruka Iwasa | 10            | 14            | –                  | –                  | –              | –              | –            | –            | –                | –                |
| Nozomi Maruyama | 19            | 13            | –                  | –                  | –              | –              | –            | –            | –                | –                |
| Shihori Ōi | 11            | 9             | –                  | –                  | –              | –              | –            | –            | –                | –                |
| Fumika Segawa | 23            | 34            | –                  | –                  | –              | –              | –            | –            | –                | –                |
| Yūka Setō | 16            | dsq           | –                  | –                  | –              | –              | –            | –            | –                | –                |
| Minami Watanabe | 24            | 33            | –                  | –                  | –              | –              | –            | –            | –                | –                |
| Kazachstan |               |               |                    |                    |                |                |              |              |                  |                  |
| Walentina Sdierżykowa | –             | –             | 20                 | 19                 | –              | –              | 5            | 4            | 10               | 10               |
| Łotwa |               |               |                    |                    |                |                |              |              |                  |                  |
| Šarlote Šķēle | 39            | 35            | –                  | –                  | –              | –              | –            | –            | –                | –                |
| Niemcy |               |               |                    |                    |                |                |              |              |                  |                  |
| Katharina Althaus | 1             | 1             | 5                  | 6                  | –              | –              | –            | –            | –                | –                |
| Gianina Ernst | 3             | 2             | 1                  | 1                  | –              | –              | –            | –            | 5                | 4                |
| Ulrike Gräßler | –             | –             | 6                  | 4                  | –              | –              | –            | –            | –                | –                |
| Nicole Hauer | –             | –             | –                  | –                  | –              | –              | –            | –            | 8                | 8                |
| Melanie Häckert | –             | –             | 13                 | 10                 | –              | –              | –            | –            | –                | –                |
| Anna Häfele | 8             | 7             | 7                  | 8                  | –              | –              | –            | –            | –                | –                |
| Pauline Heßler | –             | –             | –                  | –                  | –              | –              | –            | –            | 2                | 5                |
| Agnes Reisch | –             | –             | 11                 | 11                 | –              | –              | –            | –            | –                | –                |
| Anna Rupprecht | 12            | 12            | 10                 | 9                  | –              | –              | –            | –            | –                | –                |
| Juliane Seyfarth | –             | –             | 8                  | 3                  | –              | –              | –            | –            | –                | –                |
| Carina Vogt | –             | –             | 2                  | 7                  | –              | –              | –            | –            | –                | –                |
| Svenja Würth | –             | –             | 4                  | 1                  | –              | –              | –            | –            | 1                | 1                |
| Veronika Zobel | –             | –             | 16                 | 17                 | –              | –              | –            | –            | 6                | 6                |
| Polska |               |               |                    |                    |                |                |              |              |                  |                  |
| Kamila Karpiel | –             | –             | –                  | –                  | –              | –              | 10           | 11           | –                | –                |
| Joanna Kil | –             | –             | –                  | –                  | –              | –              | 12           | 12           | –                | –                |
| Magdalena Pałasz | 13            | 18            | 12                 | 13                 | 16             | 7              | –            | –            | –                | –                |
| Kinga Rajda | –             | –             | –                  | –                  | 20             | 20             | 9            | 5            | –                | –                |
| Joanna Szwab | 33            | 37            | 18                 | 18                 | 13             | 18             | –            | –            | –                | –                |
| Anna Twardosz | –             | –             | –                  | –                  | 17             | 19             | 8            | 6            | –                | –                |
| Rosja |               |               |                    |                    |                |                |              |              |                  |                  |
| Anastasija Gładyszewa | 16            | 19            | –                  | –                  | 1              | 2              | –            | –            | –                | –                |
| Darja Gruszyna | 34            | 22            | –                  | –                  | 18             | 14             | –            | –            | –                | –                |
| Marija Jakowlewa | 38            | 23            | –                  | –                  | 13             | 10             | –            | –            | –                | –                |
| Aleksandra Kustowa | 32            | 26            | –                  | –                  | 3              | 4              | –            | –            | –                | –                |
| Stiefanija Nadymowa | 26            | 32            | –                  | –                  | 8              | 6              | –            | –            | –                | –                |
| Sofja Tichonowa | 7             | 5             | –                  | –                  | –              | –              | –            | –            | –                | –                |
| Rumunia |               |               |                    |                    |                |                |              |              |                  |                  |
| Daniela Haralambie | 18            | 20            | 17                 | 16                 | 10             | 12             | 2            | 1            | 4                | 3                |
| Carina Militaru | 24            | 30            | –                  | –                  | 12             | 13             | 4            | 7            | –                | –                |
| Andreea Sipos | –             | –             | –                  | –                  | –              | –              | 13           | 13           | –                | –                |
| Iulia Ștefan | –             | –             | –                  | –                  | –              | –              | 11           | 10           | –                | –                |
| Bianca Ștefănuță | 29            | 29            | 21                 | 21                 | dns            | 16             | 6            | 8            | –                | –                |
| Diana Trâmbițaș | 30            | 31            | 19                 | 20                 | 15             | 17             | 7            | 9            | –                | –                |
| Słowenia |               |               |                    |                    |                |                |              |              |                  |                  |
| Urša Bogataj | 2             | 8             | –                  | –                  | –              | –              | –            | –            | –                | –                |
| Anja Javoršek | 28            | 28            | –                  | –                  | –              | –              | –            | –            | –                | –                |
| Katja Požun | 4             | 6             | –                  | –                  | –              | –              | –            | –            | –                | –                |
| Špela Rogelj | 6             | 14            | –                  | –                  | –              | –              | –            | –            | –                | –                |
| Anita Seretinek | 27            | 38            | –                  | –                  | –              | –              | –            | –            | –                | –                |
| Julija Sršen | 36            | 25            | –                  | –                  | –              | –              | –            | –            | –                | –                |
| Stany Zjednoczone |               |               |                    |                    |                |                |              |              |                  |                  |
| Nita Englund | –             | –             | –                  | –                  | 4              | 3              | –            | –            | –                | –                |
| Nina Lussi | –             | –             | –                  | –                  | 5              | 5              | –            | –            | –                | –                |
| Szwajcaria |               |               |                    |                    |                |                |              |              |                  |                  |
| Sabrina Windmüller | –             | –             | 14                 | 14                 | –              | –              | –            | –            | 3                | 2                |
| Ukraina |               |               |                    |                    |                |                |              |              |                  |                  |
| Chrystyna Droniak | –             | –             | –                  | –                  | –              | –              | 14           | 14           | –                | –                |
| Węgry |               |               |                    |                    |                |                |              |              |                  |                  |
| Virág Vörös | –             | –             | 22                 | dns                | –              | –              | –            | –            | –                | –                |
| Włochy |               |               |                    |                    |                |                |              |              |                  |                  |
| Veronica Gianmoena | –             | –             | –                  | –                  | –              | –              | –            | –            | 7                | 7                |
| Legenda |               |               |                    |                    |                |                |              |              |                  |                  |
| 1-3 4-30 poniżej 30 dns – Zawodnik zgłoszony nie wystartował w konkursie dsq – Zawodnik zdyskwalifikowany w konkursie - – Zawodnik nie zgłoszony do konkursu |               |               |                    |                    |                |                |              |              |                  |                  |

## Klasyfikacja generalna
| Źródło  | Źródło                | Źródło  | Źródło |
| Miejsce | Zawodniczka           | Występy | Punkty |
| ------- | --------------------- | ------- | ------ |
| 1.      | Gianina Ernst         | 6       | 435    |
| 2.      | Daniela Haralambie    | 10      | 391    |
| 3.      | Svenja Würth          | 4       | 350    |
| 4.      | Katharina Althaus     | 4       | 285    |
| 5.      | Anastasija Gładyszewa | 4       | 207    |
| 6.      | Michaela Doleželová   | 2       | 180    |
| 6.      | Ayaka Igarashi        | 2       | 180    |
| 8.      | Lisa Wiegele          | 6       | 177    |
| 9.      | Sabrina Windmüller    | 4       | 176    |
| 10.     | Walentina Sdierżykowa | 4       | 170    |
| 11.     | Carina Militaru       | 6       | 136    |
| 11.     | Anna Häfele           | 4       | 136    |
| 13.     | Magdalena Pałasz      | 6       | 126    |
| 14.     | Pauline Heßler        | 2       | 125    |
| 15.     | Diana Trâmbițaș       | 7       | 119    |
| 16.     | Carina Vogt           | 2       | 116    |
| 17.     | Aleksandra Kustowa    | 3       | 115    |
| 18.     | Urša Bogataj          | 2       | 112    |
| 19.     | Bianca Ștefănuță      | 7       | 111    |
| 20.     | Chiara Hölzl          | 2       | 110    |
| 20.     | Nita Englund          | 2       | 110    |
| 22.     | Veronika Zobel        | 4       | 109    |
| 23.     | Coline Mattel         | 2       | 105    |
| 24.     | Anna Rupprecht        | 4       | 99     |
| 25.     | Anna Twardosz         | 4       | 98     |
| 26.     | Kinga Rajda           | 4       | 96     |
| 27.     | Eva Pinkelnig         | 4       | 95     |
| 28.     | Juliane Seyfarth      | 2       | 92     |
| 29.     | Katja Požun           | 2       | 90     |
| 29.     | Nina Lussi            | 2       | 90     |
| 29.     | Ulrike Gräßler        | 2       | 90     |
| 32.     | Sofja Tichonowa       | 2       | 81     |
| 33.     | Julia Clair           | 2       | 79     |
| 34.     | Stiefanija Nadymowa   | 4       | 77     |
| 35.     | Veronica Gianmoena    | 2       | 72     |
| 36.     | Barbora Blažková      | 2       | 69     |
| 37.     | Karolína Indráčková   | 2       | 68     |
| 38.     | Nicole Hauer          | 2       | 64     |
| 39.     | Joanna Szwab          | 6       | 59     |
| 40.     | Špela Rogelj          | 2       | 58     |
| 40.     | Océane Avocat Gros    | 2       | 58     |
| 42.     | Marija Jakowlewa      | 4       | 54     |
| 43.     | Shihori Ōi            | 2       | 53     |
| 44.     | Iulia Ștefan          | 2       | 50     |
| 44.     | Kamila Karpiel        | 2       | 50     |
| 46.     | Agnes Reisch          | 2       | 48     |
| 47.     | Melanie Häckert       | 2       | 46     |
| 48.     | Léa Lemare            | 2       | 45     |
| 48.     | Vladěna Pustková      | 2       | 45     |
| 50.     | Joanna Kil            | 2       | 44     |
| 50.     | Haruka Iwasa          | 2       | 44     |
| 52.     | Darja Gruszyna        | 4       | 40     |
| 52.     | Andreea Sipos         | 2       | 40     |
| 54.     | Chrystyna Droniak     | 2       | 36     |
| 55.     | Jana Mrákotová        | 2       | 34     |
| 56.     | Michaela Rajnochová   | 2       | 33     |
| 57.     | Nozomi Maruyama       | 2       | 32     |
| 58.     | Claudia Purker        | 2       | 26     |
| 59.     | Veronika Ptáčková     | 2       | 22     |
| 60.     | Sonja Schoitsch       | 2       | 19     |
| 61.     | Martina Joitová       | 2       | 17     |
| 62.     | Yūka Setō             | 1       | 15     |
| 63.     | Virág Vörös           | 1       | 9      |
| 64.     | Fumika Segawa         | 2       | 8      |
| 65.     | Minami Watanabe       | 2       | 7      |
| 65.     | Elisabeth Raudaschl   | 2       | 7      |
| 67.     | Julija Sršen          | 2       | 6      |
| 67.     | Anja Javoršek         | 2       | 6      |
| 69.     | Anita Seretinek       | 2       | 4      |
| 69.     | Michaela Kranzl       | 2       | 4      |